# Penestae
Penestae (gr. oι Πενέσται, hoi penestai, zapewne od πόνος, ponos 'trud') – klasa związanych z ziemią niewolników w starożytnej Tessalii, których położenie społeczne było porównywalne z helotami ze Sparty. Dionizjos z Halikarnasu do penestów przyrównywał wiejską ludność Etrurii.